# C. West Churchman
Charles West Churchman (né le 29 août 1913 à Philadelphie et mort le 21 mars 2004 à Bolinas en Californie) est un philosophe et chercheur américain.